# DDR-Skimeisterschaften 1982
Die Wettkämpfe der 34. DDR-Skimeisterschaften fanden vom 1. bis zum 6. Februar 1982 im sächsischen Oberwiesenthal statt. Dabei wurden acht Wettkämpfe, sechs Einzel- und zwei Staffelentscheidungen, im Skilanglauf, der Nordischen Kombination und im Skispringen ausgetragen. Allerdings waren die Wettkämpfe zweigeteilt. Während die Langläufer und Skispringer ihre Meister vom 1. bis zum 3. Februar ermittelten, trugen die Kombinierer ihre Meisterschaft am 5. und 6. Februar aus. Die Meisterschaft im Skispringen von der Großschanze als erste nationale nordische Skimeisterschaftsentscheidung wurde im Rahmen des Mühlleithener Damen-Skirennens am 10. Januar 1982 durchgeführt. Die Langstreckenmeisterschaften über 20 km der Frauen und 50 km der Männer, die am 21. März 1982 ebenfalls in Oberwiesenthal stattfanden, rundeten die Titelkämpfe ab.

## Langlauf

### Männer

#### 15 km
Beim zweiten Laufwettbewerb tauchte ein neuer Name in den Siegerlisten auf. Der Klingenthaler Frank Schröder setzte sich am Ende mit dem knappen Vorsprung von drei Sekunden vor dem Oberwiesenthaler Uwe Bellmann durch. Dritter wurde Uwe Wünsch. Alle drei waren allerdings als Junioren gestartet. Erst auf Platz vier lief mit Karsten Brandt der erste Senior ein. Die Trainergilde hatte aber dennoch, nach den Juniorenergebnissen vom Vortag, vor allem Uwe Bellmann einen Sieg zugetraut.
Datum: Dienstag, 2. Februar 1982
| Platz | Sportler       | Mannschaft                | Zeit (min) |
| ----- | -------------- | ------------------------- | ---------- |
| 1     | Frank Schröder | SC Dynamo Klingenthal     | 43:54      |
| 2     | Uwe Bellmann   | SC Traktor Oberwiesenthal | 43:57      |
| 3     | Uwe Wünsch     | SC Traktor Oberwiesenthal | 44:32      |
| 4     | Karsten Brandt | SC Dynamo Klingenthal     | 45:29      |
| 5     | Steffen Kühne  | SC Dynamo Klingenthal     | 45:55      |
| 6     | A. Glaß        | SC Dynamo Klingenthal     | 46:29      |

#### 30 km
Der erste Wettbewerb bei den Männern endete mit einem Klingenthaler Dreifacherfolg. Den Titel sicherte sich dabei der Vorjahreszweite Karsten Brandt. Insgesamt waren neun Athleten am Start.
Datum: Montag, 1. Februar 1982
| Platz | Sportler            | Mannschaft                | Zeit (h) |
| ----- | ------------------- | ------------------------- | -------- |
| 1     | Karsten Brandt      | SC Dynamo Klingenthal     | 1:30:21  |
| 2     | Stefan Schicker     | SC Dynamo Klingenthal     | 1:32:14  |
| 3     | Steffen Kühne       | SC Dynamo Klingenthal     | 1:32:16  |
| 4     | Heiko Schmidt       | ASK Vorwärts Oberhof      | 1:32:38  |
| 5     | Christoph Rollinger | SC Traktor Oberwiesenthal | 1:32:39  |
| 6     | Bert Malsch         | ASK Vorwärts Oberhof      | 1:34:33  |
| 7     | Siegfried Kautz     | SC Motor Zella-Mehlis     | 1:36:37  |
| 8     | Peter Wicht         | SC Dynamo Klingenthal     | 1:38:28  |

#### 50 km
Im nur sechsköpfigen Starterfeld setzte sich der Klingenthaler Karsten Brandt bei guten äußeren Bedingungen souverän mit über zwei Minuten Vorsprung durch. Er erlief sich damit seinen dritten Meistertitel der Saison.
Datum: Sonntag, 21. März 1982
| Platz | Sportler            | Mannschaft                | Zeit (h) |
| ----- | ------------------- | ------------------------- | -------- |
| 1     | Karsten Brandt      | SC Dynamo Klingenthal     | 2:47:43  |
| 2     | Heiko Schmidt       | ASK Vorwärts Oberhof      | 2:49:49  |
| 3     | Christoph Rollinger | SC Traktor Oberwiesenthal | 2:52:26  |

#### 4 × 10-km-Staffel
Den Staffeltitel holte sich zum neunten Mal in Folge die Mannschaft aus Klingenthal. Uwe Bellmann und Uwe Wünsch hatten den SC Traktor in Führung gebracht, doch die beiden neuen Einzelmeister Karsten Brandt und Frank Schröder drehten auf der zweiten Hälfte den Spieß zugunsten der Klingenthaler um. Sie liefen am Ende fast zwei Minuten Vorsprung auf die Zweitplatzierte Staffel aus Oberwiesenthal heraus. Die Drittplatzierten Oberhofer lagen schon über sieben Minuten zurück.
Datum: Mittwoch, 3. Februar 1982
| Platz | Mannschaft                   | Sportler                                                      | Zeit (h) |
| ----- | ---------------------------- | ------------------------------------------------------------- | -------- |
| 1     | SC Dynamo Klingenthal        | Steffen Kühne Stefan Schicker Karsten Brandt Frank Schröder   | 1:59:00  |
| 2     | SC Traktor Oberwiesenthal    | Uwe Bellmann Uwe Wünsch Andreas Rollinger Christoph Rollinger | 2:00:41  |
| 3     | ASK Vorwärts Oberhof         | Cuno Schreyl Bert Malsch Heiko Schmidt A. Bauroth             | 2:06:18  |
| 4     | ASK Vorwärts Oberhof II      |                                                               | 2:06,28  |
| 5     | SC Dynamo Klingenthal II     |                                                               | 2:07,29  |
| 6     | SC Traktor Oberwiesenthal II |                                                               | 2:08,42  |

### Frauen

#### 5 km
Auf der Kurzstrecke gab es ein Herzschlagfinale. Zunächst hatte die Olympiavierte über diese Strecke, Barbara Petzold, mit 16:45 min eine Marke gesetzt. Etwas überraschend wurde diese Zeit dann von der erst 19-jährigen Oberhoferin Petra Sölter mit 16:40 min unterboten. Carola Anding kam wenig später mit derselben Zeit ins Ziel. Nun stieg die Spannung, da Veronika Hesse noch auf der Loipe unterwegs war. Sie blieb aber mit 16:43 min drei Sekunden über der Bestzeit. Nun wurden die Hundertstel Sekunden bei der Entscheidung mit hinzugenommen und da lag am Ende Carola Anding sieben Zehntelsekunden hinter Petra Sölter. Diese konnte somit ihren ersten DDR-Meistertitel feiern. Für den ASK Vorwärts Oberhof war es der erste Titel seit neun Jahren auf dieser Strecke. Insgesamt zeigte sich das Spitzenfeld unter den 43 Starterinnen sehr ausgeglichen, zwischen Platz eins und sechs lagen gerade einmal 15 Sekunden.
Datum: Dienstag, 2. Februar 1982
| Platz | Sportler        | Mannschaft                | Zeit (min) |
| ----- | --------------- | ------------------------- | ---------- |
| 1     | Petra Sölter    | ASK Vorwärts Oberhof      | 0.16:40,0  |
| 2     | Carola Anding   | ASK Vorwärts Oberhof      | 0.16:40,7  |
| 3     | Veronika Hesse  | SC Motor Zella-Mehlis     | 16:43      |
| 4     | Barbara Petzold | SC Traktor Oberwiesenthal | 16:45      |
| 5     | Ute Noack       | SC Traktor Oberwiesenthal | 16:53      |
| 6     | Petra Rohrmann  | SC Motor Zella-Mehlis     | 16:55      |

#### 10 km
Mit Blick auf die WM stand natürlich die längere der beiden Strecken, die bei den Meisterschaften absolviert wurden, besonders im Fokus der Trainer. In Abwesenheit der Olympiasiegerin Barbara Petzold, die diese Strecke ausließ, galt die letzte Weltmeisterin über 20 km, Veronika Hesse, als Favoritin. Doch am Ende stahl die 20-jährige Oberwiesenthalerin Ute Noack allen etablierten Athletinnen des insgesamt 38-köpfigen Starterfeldes die Show. Sie holte sich ihren ersten Meistertitel mit 15 Sekunden Vorsprung. Auch dahinter gab es ein Novum. Erstmals wurden wegen Zeitgleichheit zwei Sportlerinnen, Veronika Hesse und Petra Rohrmann, jeweils mit der Silbermedaille geehrt. Die enorme Leistungsdichte, alle drei startenden Staffelolympiasiegerinnen kamen unter die ersten Sechs, zeigte sich auch dran, das zwischen Platz eins und sechs der Abstand nicht einmal eine Minute betrug.
Datum: Montag, 1. Februar 1982
| Platz | Sportler        | Mannschaft                | Zeit (min) |
| ----- | --------------- | ------------------------- | ---------- |
| 1     | Ute Noack       | SC Traktor Oberwiesenthal | 33:56      |
| 2     | Veronika Hesse  | SC Motor Zella-Mehlis     | 34:09      |
| 2     | Petra Rohrmann  | SC Motor Zella-Mehlis     | 34:09      |
| 4     | Kerstin Moring  | ASK Vorwärts Oberhof      | 34:18      |
| 5     | Carola Anding   | ASK Vorwärts Oberhof      | 34:22      |
| 6     | Marlies Rostock | SC Dynamo Klingenthal     | 34:54      |
| 7     | Kuchner         | SC Motor Zella-Mehlis     | 35:17      |
| 8     | Gaby Nestler    | SC Traktor Oberwiesenthal | 35:21      |
| 9     | Beate Witscher  | SC Traktor Oberwiesenthal | 35:27      |
| 10    | Karin Gündel    | SC Dynamo Klingenthal     | 35:29      |

#### 20 km
Ihren zweiten Meistertitel der Saison konnte die Oberhoferin Petra Sölter feiern. Mit fast zwei Minuten Vorsprung entschied sie den Wettbewerb souverän für sich. Die nächsten fünf Läuferinnen lagen jedoch alle nur knapp auseinander, zwischen Platz zwei und sechs betrug der Abstand nur etwas mehr als eine Minute.
Datum: Sonntag, 21. März 1982
| Platz | Sportler       | Mannschaft            | Zeit (h) |
| ----- | -------------- | --------------------- | -------- |
| 1     | Petra Sölter   | ASK Vorwärts Oberhof  | 1:09:44  |
| 2     | Kerstin Seidel | SC Dynamo Klingenthal | 1:11:07  |
| 3     | Christel Hopf  | SC Motor Zella-Mehlis | 1:11:22  |
| 4     | Scheler        | SC Motor Zella-Mehlis | 1:11:45  |
| 5     | Petra Rohrmann | SC Motor Zella-Mehlis | 1:11:50  |
| 6     | Kerstin Jung   | ASK Vorwärts Oberhof  | 1:12:14  |

#### 4 × 5-km-Staffel
Den Staffelsieg holte sich vor einheimischer Kulisse die Mannschaft des SC Traktor. Hatte sie nach der ersten Läuferin noch 10 Sekunden hinter der Oberhofer Staffel gelegen, wendete die zweite Läuferin Ute Noack schon das Blatt und lief 25 Sekunden Vorsprung heraus. Schlussläuferin Barbara Petzold konnte diesen Vorsprung noch auf 43 Sekunden ausbauen. Schon mit gehörigem Abstand von über zwei Minuten kam die Staffel vom SC Motor Zella-Mehlis auf den Bronzerang.
Datum: Mittwoch, 3. Februar 1982
| Platz | Mannschaft                    | Sportler                                               | Zeit (h) |
| ----- | ----------------------------- | ------------------------------------------------------ | -------- |
| 1     | SC Traktor Oberwiesenthal     | Ute Nestler Ute Noack Beate Witscher Barbara Petzold   | 1:07,16  |
| 2     | ASK Vorwärts Oberhof          | Petra Sölter Kerstin Jung Kerstin Moring Carola Anding | 1:07,59  |
| 3     | SC Motor Zella-Mehlis         | Petra Rohrmann Britta Höhn Veronika Hesse Scheler      | 1:09,18  |
| 4     | SC Dynamo Klingenthal         |                                                        | 1:09,20  |
| 5     | SC Traktor Oberwiesenthal II  |                                                        | 1:10,44  |
| 6     | SC Traktor Oberwiesenthal III |                                                        | 1:12,01  |

## Nordische Kombination
Auch bei den Kombinierern stand die Meisterschaft ganz im Zeichen der WM-Nominierung. Der Fokus richtete sich dabei vor allem auf die potentiellen Anwärter Winkler, Schmieder, Dotzauer und Langer. Und schon nach dem Springen war für Spannung gesorgt. Minimale Punkabstände zwischen den ersten drei Platzierten versprachen einen spannenden Laufwettbewerb. Konrad Winkler lag dabei mit 0,6 Punkten (4 s) vor Uwe Dotzauer auf Platz eins, Gunter Schmieder hatte als Dritter wiederum nur 0,4 Punkte Rückstand auf Dotzauer was 6,6 Sekunden Rückstand auf den Führenden entsprach. Andreas Langer lag schon etwas abgeschlagen auf dem fünften Platz mit fast zwei Minuten Rückstand auf Winkler. Am Folgetag konnte Konrad Winkler die doch recht knappen Abstände zu Dotzauer und Schmieder ausbauen und gewann am Ende souverän den Meistertitel. Als letzter Starter hatte er schon nach der Hälfte der Strecke einen Vorsprung von 12 Sekunden gegenüber Dotzauer und gar 44 Sekunden gegenüber Schmieder herausgelaufen. Am Ende waren daraus 28 Sekunden bzw. 1:29 min geworden.
Datum: Sprunglauf Freitag, 5. Februar 1982; 15 km-Langlauf Sonnabend, 6. Februar 1982
| Platz | Sportler           | Mannschaft                | Punkte |
| ----- | ------------------ | ------------------------- | ------ |
| 1     | Konrad Winkler     | SC Traktor Oberwiesenthal | 444,40 |
| 2     | Uwe Dotzauer       | SC Dynamo Klingenthal     | 439,15 |
| 3     | Gunter Schmieder   | SC Dynamo Klingenthal     | 430,05 |
| 4     | Bernd Blechschmidt | SC Traktor Oberwiesenthal | 420,50 |
| 5     | Schubert           | SC Traktor Oberwiesenthal | 406,25 |
| 6     | Andreas Langer     | SC Traktor Oberwiesenthal | 400,05 |

## Skispringen

### Normalschanze
Nachdem der Meister von der Großschanze Klaus Ostwald mit 94 Metern den Schanzenrekord eingestellt hätte, ihn aber nicht stehen konnte, annullierte die Jury den Durchgang und verkürzte den Anlauf. Der Klingenthaler Matthias Buse setzte sich nach dem Neustart mit 92 Metern an die Spitze des Feldes vor seinem Klubkameraden Manfred Deckert. Dieser steigerte sich im zweiten Durchgang, wie die Mehrzahl der Springer und stand mit 91,5 Metern den weitesten Sprung. Buse verteidigte jedoch mit 89 Metern seine führende Position und sicherte sich mit sechs Punkten Vorsprung den Meistertitel.
- Datum: Mittwoch, 3. Februar 1982
- Schanze: Fichtelbergschanze
- Schanzenrekord: 94,0 m  Armin Kogler (1981)

| Platz | Sportler          | Mannschaft                | Punkte | Weite 1 | Weite 2 |
| ----- | ----------------- | ------------------------- | ------ | ------- | ------- |
| 1     | Matthias Buse     | SC Dynamo Klingenthal     | 261,1  | 92,0 m  | 89,0 m  |
| 2     | Manfred Deckert   | SC Dynamo Klingenthal     | 255,1  | 87,0 m  | 91,5 m  |
| 3     | Axel Zitzmann     | SC Motor Zella-Mehlis     | 244,2  | 85,0 m  | 87,0 m  |
| 4     | Holger Freitag    | SC Dynamo Klingenthal     | 242,7  | 84,5 m  | 85,0 m  |
| 5     | Klaus Ostwald     | SC Dynamo Klingenthal     | 241,9  | 82,5 m  | 89,0 m  |
| 6     | Harald Duschek    | SC Motor Zella-Mehlis     | 238,2  | 84,5 m  | 83,0 m  |
| 7     | Ulrich Pschera    | SC Dynamo Klingenthal     | 233,9  | 82,0 m  | 84,5 m  |
| 8     | Stefan Stannarius | SC Motor Zella-Mehlis     | 230,9  | 84,5 m  | 82,0 m  |
| 9     | Thomas Meisinger  | SC Dynamo Klingenthal     | 228,2  | 81,5 m  | 83,0 m  |
| 10    | Ulf Findeisen     | SC Traktor Oberwiesenthal | 225,1  | 81,0 m  | 82,5 m  |

### Großschanze
Mit dem frischgebackenen Vierschanzentourneegewinner Manfred Deckert und seinem ebenfalls in guter Form befindlichen Klubkameraden Klaus Ostwald waren die Favoriten des 51-köpfigen Starterfelds benannt. Es kam daher nicht unerwartet, dass die zwei Klingenthaler den Wettbewerb auf der einheimischen Großen Aschbergschanze, der im Rahmen des Internationalen Damen-Skirennens von Mühlleithen stattfand, dominierten. Am Ende wurde es durch Ulrich Pschera sogar ein Klingenthaler Dreifacherfolg, wenngleich Pschera schon 29,5 Punkte Rückstand vom Silberrang trennten. Mit 106 Metern sprang zudem der neue Meister Klaus Ostwald vor rund 7.000 Zuschauern neuen Schanzenrekord.
- Datum: Sonntag, 10. Januar 1982
- Schanze: Aschbergschanze
- Schanzenrekord: 104,5 m  Henry Glaß (1980)

| Platz | Sportler          | Mannschaft                | Punkte | Weite 1 | Weite 2 |
| ----- | ----------------- | ------------------------- | ------ | ------- | ------- |
| 1     | Klaus Ostwald     | SC Dynamo Klingenthal     | 269,6  | 106,0 m | 105,0 m |
| 2     | Manfred Deckert   | SC Dynamo Klingenthal     | 265,1  | 104,5 m | 104,0 m |
| 3     | Ulrich Pschera    | SC Dynamo Klingenthal     | 240,1  | 096,0 m | 095,5 m |
| 4     | Harald Duschek    | SC Motor Zella-Mehlis     | 239,6  | 095,0 m | 096,0 m |
| 5     | Stefan Stannarius | SC Motor Zella-Mehlis     | 224,6  | 094,5 m | 089,0 m |
| 6     | Holger Freitag    | SC Dynamo Klingenthal     | 223,4  | 093,0 m | 090,0 m |
| 7     | Axel Zitzmann     | SC Motor Zella-Mehlis     | 217,4  | 089,0 m | 089,0 m |
| 8     | Thomas Meisinger  | SC Dynamo Klingenthal     | 210,1  | 093,0 m | 080,5 m |
| 9     | Andreas Auerswald | SC Traktor Oberwiesenthal | 209,4  | 086,5 m | 086,5 m |
| 10    | Ulf Findeisen     | SC Traktor Oberwiesenthal | 208,1  | 091,0 m | 082,5 m |

## Medaillenspiegel
Fast zwei Drittel aller Medaillen gingen an die beiden sächsischen Leistungszentren, wobei diesmal die Vogtländer mit sechs Titeln gegenüber den drei Titeln des SC Traktor Oberwiesenthal die Nase vorn hatten. Erfolgreichster Athlet war der Klingenthaler Skilangläufer Karsten Brandt mit drei Meistertiteln.
| Medaillenspiegel (nach allen 11 Wettbewerben) | Medaillenspiegel (nach allen 11 Wettbewerben) | Medaillenspiegel (nach allen 11 Wettbewerben) | Medaillenspiegel (nach allen 11 Wettbewerben) | Medaillenspiegel (nach allen 11 Wettbewerben) | Medaillenspiegel (nach allen 11 Wettbewerben) |
| Platz                                         | Mannschaft                                    | Gold                                          | Silber                                        | Bronze                                        | Gesamt                                        |
| --------------------------------------------- | --------------------------------------------- | --------------------------------------------- | --------------------------------------------- | --------------------------------------------- | --------------------------------------------- |
| 1                                             | SC Dynamo Klingenthal                         | 6                                             | 5                                             | 3                                             | 14                                            |
| 2                                             | SC Traktor Oberwiesenthal                     | 3                                             | 2                                             | 2                                             | 7                                             |
| 3                                             | ASK Oberhof                                   | 2                                             | 3                                             | 1                                             | 6                                             |
| 4                                             | SC Motor Zella-Mehlis                         | 0                                             | 1                                             | 5                                             | 6                                             |

## WM-Aufgebot
Kurze Zeit nach den Meisterschaften wurde das Mannschaftsaufgebot für die Nordischen Skiweltmeisterschaften in Lahti bekanntgegeben. Die DDR-Mannschaft gewann 5 Medaillen, je einmal Gold und Silber sowie drei Bronzemedaillen.
Spezialsprunglauf
- Manfred Deckert (SC Dynamo Klingenthal)
- Klaus Ostwald (SC Dynamo Klingenthal)
- Holger Freitag (SC Dynamo Klingenthal)
- Matthias Buse (SC Dynamo Klingenthal)

Nordische Kombination
- Uwe Dotzauer (SC Dynamo Klingenthal)
- Konrad Winkler (SC Traktor Oberwiesenthal)
- Andreas Langer (SC Traktor Oberwiesenthal)
- Gunter Schmieder (SC Dynamo Klingenthal)

Langlauf
| Männer - Frank Schröder (SC Dynamo Klingenthal) - Stefan Schicker (SC Dynamo Klingenthal) - Uwe Bellmann (SC Traktor Oberwiesenthal) - Uwe Wünsch (SC Traktor Oberwiesenthal) | Frauen - Barbara Petzold (SC Traktor Oberwiesenthal) - Ute Noack (SC Traktor Oberwiesenthal) - Veronika Hesse (SC Motor Zella-Mehlis) - Carola Anding (ASK Vorwärts Oberhof) - Petra Sölter (ASK Vorwärts Oberhof) |